# کیزیل‌اوز (سامسات)
کیزیل‌اوز (به ترکی استانبولی: Kızılöz) یک منطقهٔ مسکونی کردنشین در ترکیه است که در سامسات واقع شده‌است.